# Krampa
Krampa är ett u-formad bygel av järn eller stål som används som fäste. En mindre krampa kallas ofta märla.
De kan vara kraftigare som används för fästen och fogas in i bygget, men även om mindre med spetsiga ändar som kan användas för att nagla fast materialen.
Kramla kan användas som synonym till krampa, men oftast menas med kramla en stor krampa med raka sidor avsedda för byggnadsarbeten.